# Samuel Samuel

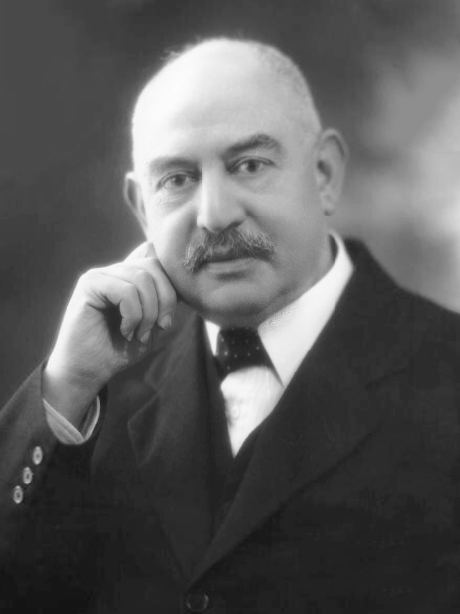
Samuel Samuel

Samuel Samuel (7 april 1855 - 23 oktober 1934) was een Britse zakenman en politicus van de Conservatieve Partij. Hij zat in het Lagerhuis van 1913 tot 1934 en had uitgebreide investeringen in Oost-Azië. Hij was een van de oprichters van het bedrijf dat Royal Dutch Shell zou worden.

## Biografie
Samuel, geboren in Londen, in een Baghdadi Sefardische joodse familie die zich vestigde in de East End of London, richtte Samuel Samuel & Co op in Yokohama, Japan, in samenwerking met zijn oudere broer Marcus Samuel, bedenker van de Shell Transport and Trading company. De opening van deze handelsmaatschappij hielp de weg vrijmaken voor de industrialisatie van Japan en de Japanse honger naar brandstof.
Samuel heeft tevergeefs Leeds West betwist bij de 1906 en de Algemene verkiezingen van januari 1910, en was opnieuw niet succesvol in Sunderland bij de Algemene verkiezingen van december 1910.
Hij werd verkozen tot Parlementslid (MP) voor Wandsworth (kiesdistrict van het Britse parlement) bij de tussentijdse verkiezingen  in juni 1913, na  het ontslag van Henry Kimber. Het kiesdistrict was verdeeld tijdens de Algemene verkiezingen van 1918 in het Verenigd Koninkrijk, toen hij teruggekeerde als Coalition Conservative voor het nieuwe Putney (kiesdistrict van het Britse parlement) van Wandsworth. Hij bekleedde de zetel tot zijn dood in oktober 1934, 79 jaar oud.